# Brachycephalus hermogenesi
Brachycephalus hermogenesi es una especie de anfibio anuro de la familia Brachycephalidae.

## Distribución geográfica
Esta especie es endémica de Brasil. Habita en Paraty en los estados de Río de Janeiro, Ubatuba, Salesópolis, Santo André, Cotia, Juquitiba, Tapiraí y Ribeirão Grande en el estado de São Paulo y Guaraqueçaba y São José dos Pinhais en Paraná.

## Descripción
Los machos miden hasta 8,7 mm y las hembras hasta 10,5 mm.

## Publicación original
- Giaretta & Sawaya, 1998 : Second species of Psyllophryne (Anura: Brachycephalidae). Copeia, vol. 1998, n.º 4, p. 985-987.[5]